# Viarago
Viarago è una frazione del comune Pergine Valsugana in Trentino-Alto Adige.
Inizialmente Viarago era chiamato "Viaracum" o "Vilrag" ma, poi cambiò il nome in "Viarac" ed infine in "Viarago". Fu Comune autonomo fino al 1928, quando fu aggregato a Pergine Valsugana.
L'abitato si estende su un ampio terrazzo debolmente ondulato sulla sponda destra della valle del Fersina tra quota 650 e 690 m s.l.m., ai piedi dei più acclivi versanti del Dosso del Praton (1.126 m) della Predoccia (981 m), di Vedesena (985 m), del Monte Calvo (1.411 m) e del Doss dei Fonghi (1.501 m).
Alcuni rii (il rio Carpenè, il rio dei Osei, il rio della val del Pont e il rio Minghet) incidono il terrazzo prima di confluire nel Fersina tra Canezza e Serso.
La particolare morfologia del versante è attribuibile all'azione modellatrice dei ghiacciai quaternari, che fino a circa 10.000 anni fa (glaciazione würmiana) coprivano l'intera zona alpina con ampie lingue che scendevano dalle cime più elevate. Tali ghiacciai hanno eroso le rocce presenti lungo i fianchi della valle e hanno modellato il versante in vari ordini di terrazzi; al loro ritiro hanno abbandonato ampie coltri detritiche moreniche di tipo sabbioso e ghiaioso che oggi costituiscono le spianate su cui sorge l'abitato.

## Storia
La preistoria
Il paese si trova a circa 2 km dalla località Montesei di Serso dove ci sono importanti testimonianze dell'età del bronzo e del ferro. 
Per quanto riguarda Viarago, la documentazione preistorica risale al 1500 a.C.
I ritrovamenti più interessanti sono: pugnale in bronzo del 1000-1500 a.C. in località Bosco Negro, frammenti di ceramica dell'età del bronzo e cuspide di lancia del 1000-1300 a.C. in località Doss de la Cross.
La Gastaldia
Il più antico atto della  Regola di Viarago a noi pervenuto risale al 15 maggio 1214. In esso si stabiliscono le modalità per l'uso dei boschi, delle acque e dei castagni, la pulizia e la manutenzione delle strade, ecc.
La Gastaldia nasce probabilmente nella seconda metà del Trecento e si trasforma in Comune all'inizio dell'Ottocento (1805-1808). Viarago rimane Comune autonomo fino al 1928, anno nel quale viene aggregato al Comune di Pergine Valsugana e i beni ex-comunali diventano beni di Uso civico.
La Grande Gastaldia di Viarago (Gastaldia doppia) si estendeva dal Castelier (Rio Nero) fino al Passo Redebus.

## Luoghi di culto

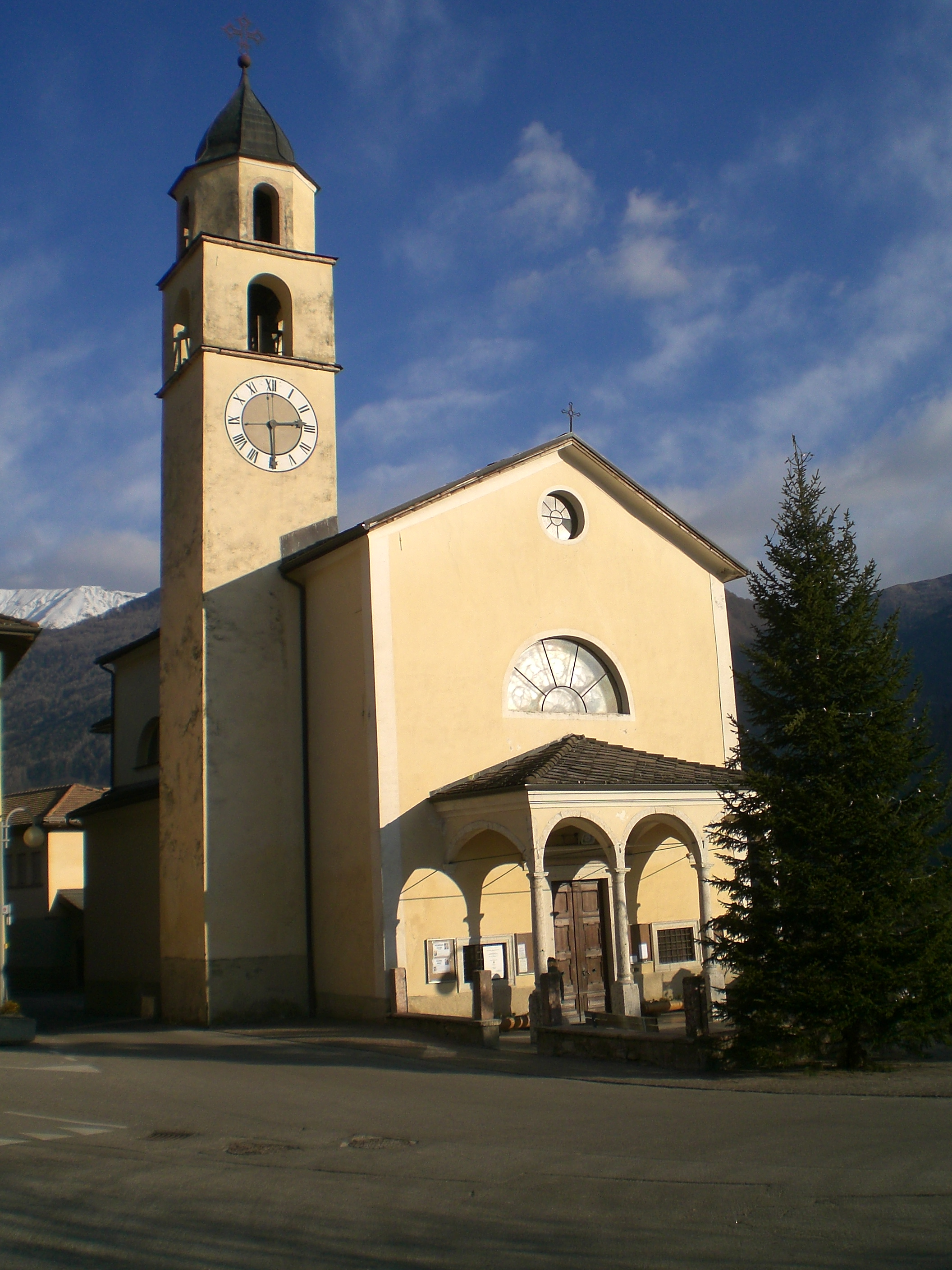
La chiesa dei Santi Fabiano e Sebastiano

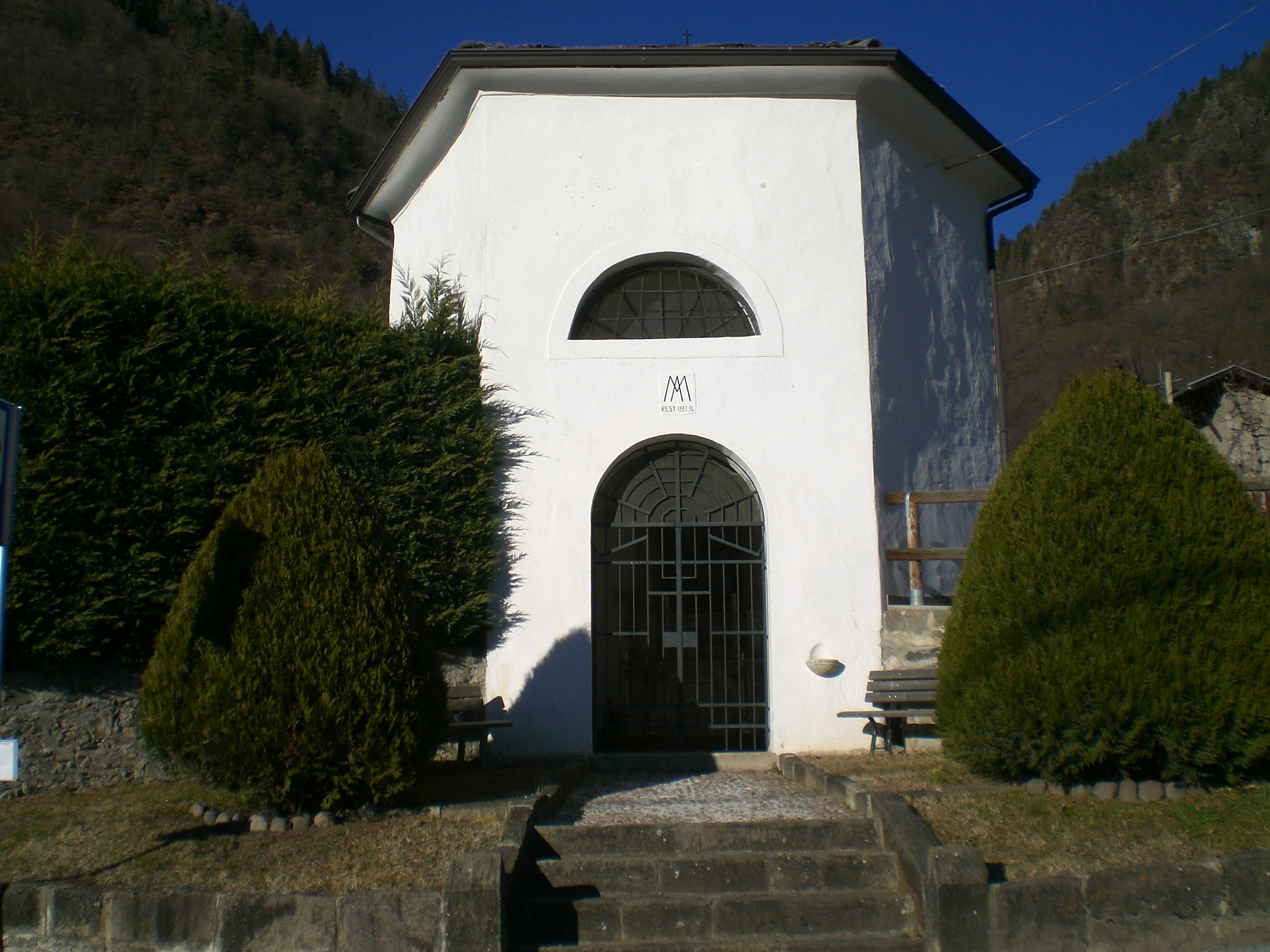
Cappella della Madonnina

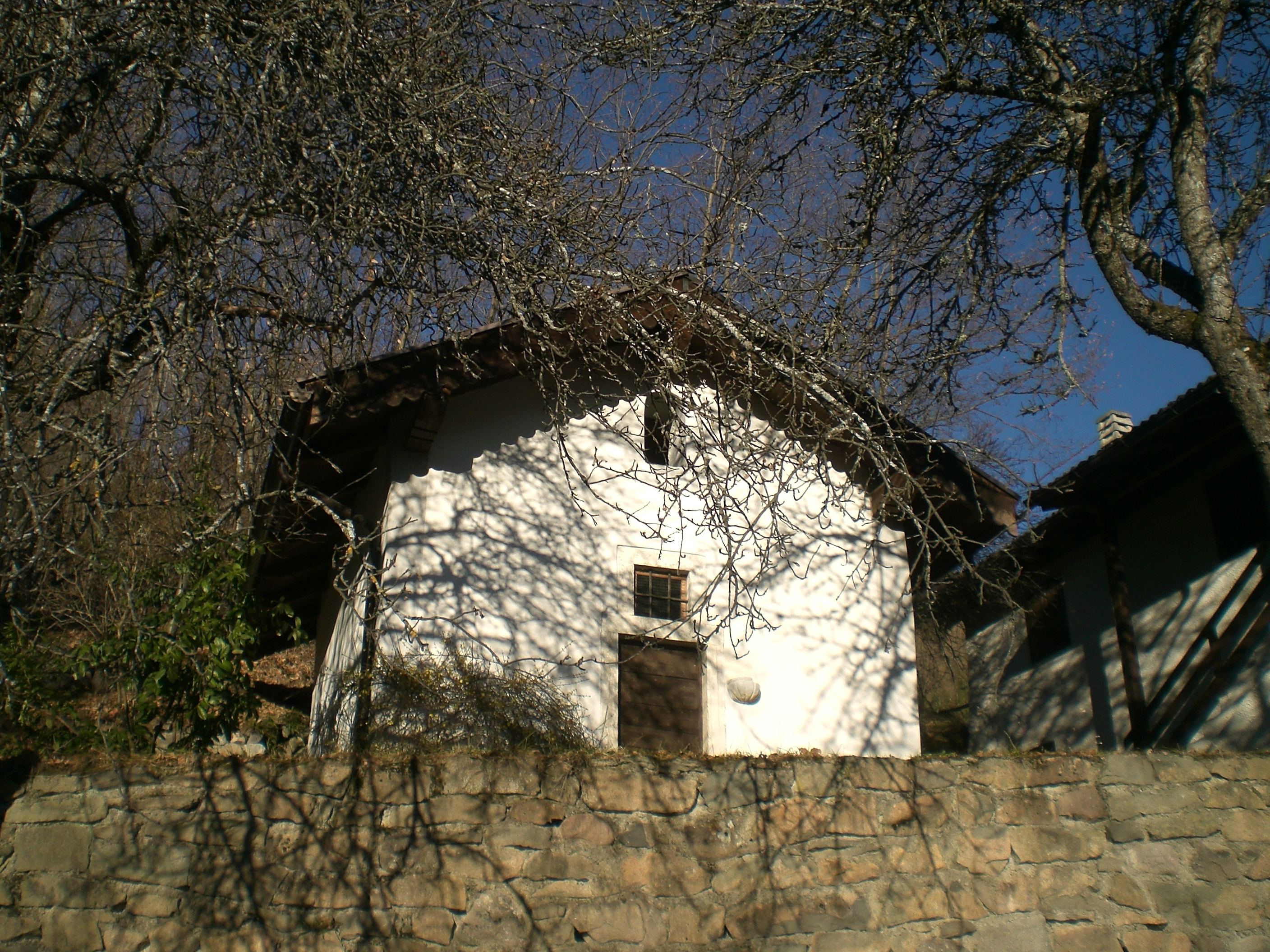
Chiesetta di Tenrabi

- Chiesa dei Santi Fabiano e Sebastiano. Edificio di culto molto antico e documentato a partire dal 1489. L'aspetto attuale risale ad una ricostruzione dei primi decenni del Settecento, il protiro è del 1727. L'interno è a navata unica, ci sono 4 cappelle laterali con altari lignei del Seicento-Settecento. Sull'arco sacro si può osservare una grande tela semicircolare dell'Annunciazione, mentre sulle pareti dell'abside si trovano numerosi quadri di artisti vari.

- Madonnina. La cappella, di pianta ottagonale, è dedicata alla Madonna e si trova all'ingresso del paese. La data di edificazione è incerta, in un documento del 1632 viene citato l'altare attuale dedicato alla Beata Vergine Maria. Sul muro retrostante l'altare, però, ci sono tracce di un affresco più antico. All'interno della cappella sono state collocate le lapidi a ricordo dei caduti della prima e della seconda guerra mondiale.

- Chiesetta di Tenrabi. chiesetta romanica in località Tenrabi, un luogo sopra l'abitato di Viarago a 956 m s.l.m. Venne eretta nel 1759 ed è dedicata a Sant'Antonio abate, protettore degli animali. Immersa com'è nel silenzio, fu utilizzata dagli eremiti come luogo di preghiera.

- Doss de la Cross. In cima alla montagna che sovrasta il paese (Predolcia), in località Doss de la Cross, è stata innalzata una croce nel 1933 per l'Anno Santo dedicato alla Redenzione di Gesù.

Nelle vicinanze sono stati rinvenuti reperti risalenti al 1000-1500 a.C. e si ipotizza che in quel periodo il sito fosse utilizzato come luogo di culto.

## Le miniere
Mille anni a.C.

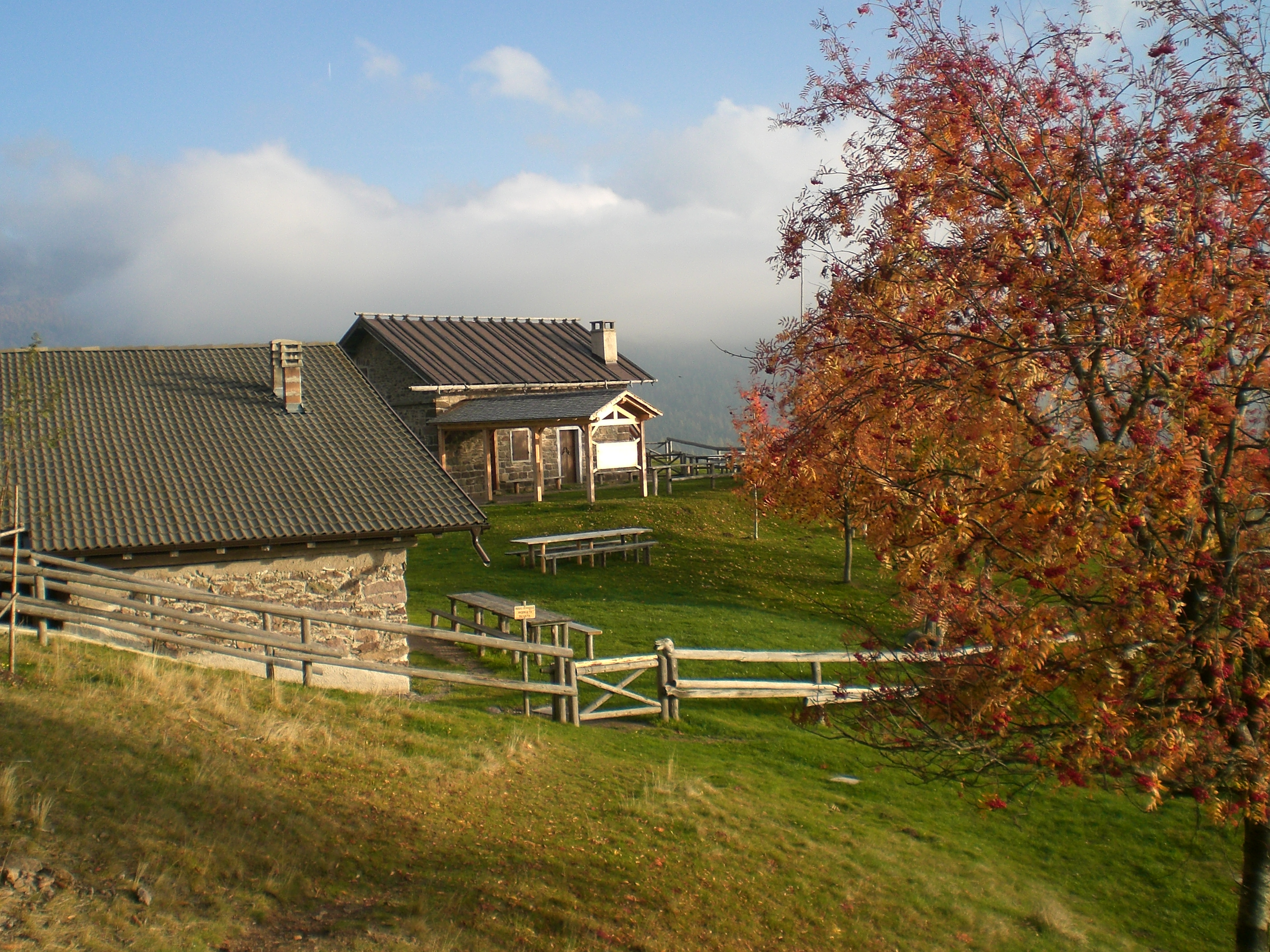
Malga Pec, uso civico di Viarago

Presso i Montesei di Serso, il Passo del Redebus e altre località della Valle dei Mocheni si trovano tracce delle fonderie più antiche dell'Arco Alpino che risalgono a circa 3000 anni fa. Anche nella zona di Viarago si sono trovate tracce di questa antica attività metallurgica.
Durante la dominazione romana e poi longobarda è presumibile che l'attività mineraria sia proseguita (anche se in tono minore) ma non ci sono prove in tal senso.
Medioevo
Nel 1330 Enrico del Tirolo autorizza il boemo Nicolaus Paswicz a cercare argento ed aprire miniere a Velrag (VIARAGO). Questa è la più antica fonte storica che riguarda la miniera di Viarago.
1400-1500 due secoli di splendore per la miniera di Viarago
1400-1500 sono i due secoli di massimo sviluppo dell'attività mineraria a Viarago e nel perginese in genere, nel 1403 si contano 17 pozzi attivi nella Predolcia e numerosi altri nella valle dei Mocheni. I minatori occupati in tutta la valle sono circa 700 ai quali si aggiungono molti addetti alle fonderie, alla macinazione, al trasporto del minerale e del metallo lavorato, al commercio ecc.
Vengono costruite nuove fonderie, mulini, case, chiese, molta gente arriva a Pergine e in Val dei Mocheni attratta dal lavoro e dal denaro che circola abbondante.
I minatori provengono dalla Baviera, dalla Sassonia, dalla Boemia e dal Tirolo, nella zona arrivano capitali da ogni paese soprattutto dalla città di Augusta in Germania.
Nel 1527 a Viarago, dalle miniere di San Giacomo, San Giorgio, Sant'Anna e dei Trautmansdorf (probabile miniera "dei 7 Sospiri") vengono estratte 4710 staia (120,5 m³) di minerale argentifero e cuprifero.
Il monte Predolcia
All'interno di questo monte,a ridosso del paese,si trovano i giacimenti di argento, rame, ferro, piombo e tracce d'oro, la montagna è stata forata con un gran numero di pozzi, gallerie e camini nel corso dei secoli; la scoperta di un nuovo filone alimentava le leggende sulle favolose ricchezze di oro e argento nascoste all'interno della montagna (i 12 apostoli che giocano con le bocce d'oro, il "salvanel", lo scalino d'oro dello scalone imperiale a Vienna, ecc.).
Compagnie minerarie
I capitali necessari alla ricerca dei filoni e alla costruzione delle strutture dentro i pozzi venivano forniti da potenti compagnie finanziarie che in origine erano tutte tedesche. Tra le più note si ricordano quella del boemo Nicolaus Paswicz (1330) che ebbe grande fortuna in tutta la valle dei Mocheni ma soprattutto a Viarago, poi le compagnie Kutna Horá, Schenk, Perkmann, Lychtenstayn, Telvaner e Mosheimer.
Verso la fine del Quattrocento si trovano le compagnie degli a Prato, dei Thun, dei Lodron, dei Cles, dei Geremia (Pona). Dopo il 1600 diventano importanti i capitali di provenienza ebraica.
Fonderie-Disboscamento-Frane-Alluvioni-Ostilità dei residenti
Le fonderie, le officine di affinazione dei metalli, le armature dei pozzi richiedevano grandi quantità di legname, legna e carbone di legna; ciò determinò il taglio indiscriminato dei boschi che provocò gravi problemi di disboscamento generale cui seguirono frane e inondazioni del paese con molti danni.
I residenti che vedevano diminuire progressivamente la disponibilità di legna da ardere e legname, i pascoli invasi da materiale inerte di discarica, insorsero più volte contro le compagnie minerarie nel tentativo di bloccarne l'attività. Nel 1544 gli abitanti di Viarago ottengono con uno Statuto in 12 punti la difesa dei boschi, castagni e pascoli e, a tal fine fu nominato il "saltario" (custode forestale) che doveva sorvegliare severamente sull'integrità dei boschi e dei pascoli.